# اوبرلاینتس
اوبرلاینتس (به آلمانی: Oberlienz) یک منطقهٔ مسکونی در اتریش است که در لاینس واقع شده‌است. اوبرلاینتس ۳۳٫۸ کیلومتر مربع مساحت دارد ۷۵۶ متر بالاتر از سطح دریا واقع شده‌است.